# Devin Booker
Devin Armani Booker (Grand Rapids, 30 de outubro de 1996) é um basquetebolista norte-americano que atua como ala-armador ou armador. Atualmente defende o Phoenix Suns, na NBA.

## Carreira
Devin Booker jogou uma temporada de basquete universitário pelos Wildcats da Universidade de Kentucky. Foi selecionado na 13ª posição do draft da NBA em 2015 e nomeado para o NBA All-Rookie Team em 2016.
No dia 24 de março de 2017, entrou para a história ao ser o sexto jogador da história da NBA a conseguir atingir a marca de 70 pontos em uma partida, na derrota da sua equipe para o Boston Celtics por 130 a 120. Ele é o jogador mais jovem a conseguir o feito.
Em 27 de janeiro de 2024, Booker marcou 62 pontos na derrota do Phoenix Suns para o Indiana Pacers por 133 a 131.

## Estatísticas na NBA
|  | Líder da liga |

### Temporada regular
| Ano      | Equipe   | PJ  | PT  | MPJ  | AP   | 3P   | LL   | RT  | AS  | BR  | TO | PPJ  |
| -------- | -------- | --- | --- | ---- | ---- | ---- | ---- | --- | --- | --- | -- | ---- |
| 2015–16  | Phoenix  | 76  | 51  | 27.7 | .423 | .343 | .840 | 2.5 | 2.6 | .6  | .3 | 13.8 |
| 2016–17  | Phoenix  | 78  | 78  | 35.0 | .423 | .363 | .832 | 3.2 | 3.4 | .9  | .3 | 22.1 |
| 2017–18  | Phoenix  | 54  | 54  | 34.5 | .432 | .383 | .878 | 4.5 | 4.7 | .9  | .3 | 24.9 |
| 2018–19  | Phoenix  | 64  | 64  | 35.0 | .467 | .326 | .866 | 4.1 | 6.8 | .9  | .2 | 26.6 |
| 2019–20  | Phoenix  | 70  | 70  | 35.9 | .489 | .354 | .919 | 4.2 | 6.5 | .7  | .3 | 26.6 |
| 2020–21  | Phoenix  | 67  | 67  | 33.9 | .484 | .340 | .867 | 4.2 | 4.3 | .8  | .2 | 25.6 |
| 2021–22  | Phoenix  | 68  | 68  | 34.5 | .466 | .383 | .868 | 5.0 | 4.8 | 1.1 | .4 | 26.8 |
| 2022–23  | Phoenix  | 53  | 53  | 34.6 | .494 | .351 | .855 | 4.5 | 5.5 | 1.0 | .3 | 27.8 |
| 2023–24  | Phoenix  | 68  | 68  | 36.0 | .492 | .364 | .886 | 4.5 | 6.9 | .9  | .4 | 27.1 |
| Total    | Total    | 598 | 573 | 34.0 | .464 | .357 | .870 | 4.0 | 5.0 | .9  | .3 | 24.3 |
| All-Star | All-Star | 3   | 0   | 22.7 | .475 | .150 | —    | 4.3 | 3.0 | 2.0 | .3 | 13.7 |

### Playoffs
| Ano   | Equipe  | PJ | PT | MPJ  | AP   | 3P   | LL   | RT  | AS  | BR  | TO | PPJ  |
| ----- | ------- | -- | -- | ---- | ---- | ---- | ---- | --- | --- | --- | -- | ---- |
| 2021  | Phoenix | 22 | 22 | 40.4 | .447 | .321 | .905 | 5.6 | 4.5 | .8  | .2 | 27.3 |
| 2022  | Phoenix | 10 | 10 | 36.6 | .451 | .431 | .887 | 4.8 | 4.4 | .5  | .4 | 23.3 |
| 2023  | Phoenix | 11 | 11 | 41.7 | .585 | .508 | .866 | 4.8 | 7.2 | 1.7 | .8 | 33.7 |
| 2024  | Phoenix | 4  | 4  | 41.5 | .492 | .350 | .951 | 3.3 | 6.0 | 1.8 | .3 | 27.5 |
| Total | Total   | 47 | 47 | 40.0 | .486 | .389 | .899 | 5.1 | 5.3 | 1.0 | .4 | 28.0 |

## Prêmios e homenagens
- NBA
  - 4x NBA All-Star: 2020, 2021, 2022, 2024
  - 2x All-NBA Team:
    - Primeiro time: 2022
    - Terceiro time: 2024

  - NBA All-Rookie Team:
    - Primeiro time: 2016

  - NBA Three-Point Contest Champion: 2018
  - NBA Community Assist Award: 2021